# Rodney Dangerfield

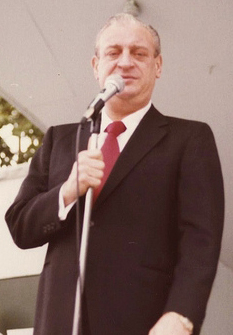
Rodney Dangerfield (1978)

Rodney Dangerfield (* 22. November 1921 in Babylon, Long Island, New York; † 5. Oktober 2004 in Los Angeles, Kalifornien; bürgerlich Jacob Cohen) war ein US-amerikanischer Komiker und Schauspieler. Bekannt war er für seine Schlagfertigkeit und Selbstironie.

## Leben
Jacob Cohen wuchs im jüdischen Milieu New Yorks auf. Im Alter von neunzehn Jahren trat Jacob Cohen unter dem Künstlernamen Jack Roy erstmals als Stand-Up-Comedian in Nachtclubs auf. Mit 27 Jahren heiratete er seine erste Frau Joyce Indig und gab wegen der dürftigen Einnahmen  diese Karriere zunächst auf; er arbeitete die 1950er hindurch als Verkäufer. Erst nach der Scheidung von seiner ersten Frau im Jahr 1961 trat er wieder regelmäßig in Clubs auf, diesmal als Rodney Dangerfield. Seine Darstellung des schlecht gelaunten, erfolglosen Durchschnittsbürgers entwickelte sich in dieser Zeit zu seinem Markenzeichen und brachte ihm Auftritte in der Ed Sullivan Show, bei Johnny Carson und ab 1972 in der Dean Martin Show ein. Dangerfield hatte scheinbar zu absolut jeder Situation einen Spruch parat und verfügte auch sonst über ein großes Repertoire an kurzen Witzen und Sprüchen und gab diese in sehr rascher Folge zum Besten. Bei seinen Auftritten trug er regelmäßig einen schwarzen Anzug und eine rote Krawatte; als Dangerfield prägte Cohen den Satz „I don't get no respect“.
Nach dem Tod seiner ersten Frau war Dangerfield für die Erziehung der beiden Kinder, Brian und Melanie, verantwortlich und eröffnete einen Nachtclub in New York, um in deren Nähe bleiben zu können. Dort verhalf er vielen anderen Komikern zum Erfolg, darunter Jerry Seinfeld, Jim Carrey, Roseanne Barr, Sam Kinison und Tim Allen.
Ab 1971 nahm Dangerfield zunehmend Nebenrollen in Film-Komödien an; zu seinen bekanntesten dürfte die Rolle des Al Czervik in Wahnsinn ohne Handicap gehören. Zudem war er in Videoclips bekannter Musiker zu sehen, etwa in Tell Her About It (Billy Joel) und Dancing On The Ceiling (Lionel Richie). Dangerfield tauchte in dem Sport-Videospiel Ski or Die von 1990 in Form eines Verkäufers im Ski-Shop auf. Eine ernste Rolle übernahm er in Oliver Stones Natural Born Killers als gewalttätiger Vater der Hauptfigur Mallory.
Die Academy of Motion Picture Arts and Sciences (AMPAS) lehnte 1995 die Aufnahme Dangerfields als Mitglied ab. Nach Protesten von seinen Fans revidierte die AMPAS ihre Entscheidung und bot ihm die Mitgliedschaft an, die er jedoch daraufhin ablehnte. 2017 eröffnete das Los Angeles City College das Rodney Dangerfield Institute, dessen Ehrenvorsitzende seine Witwe Joan ist.
Dangerfield fiel nach Komplikationen nach einer Herzoperation am 25. August 2004 ins Koma und starb am 5. Oktober 2004 im UCLA Medical Center. Er wurde auf dem Westwood Village Memorial Park Cemetery in Los Angeles beerdigt.

## Diskografie
Studioalben:
- 1970: I Don't Get No Respect
- 1980: No Respect, 1981 ausgezeichnet mit einem Grammy in der Sparte: Best Comedy Recordings.[4]
- 1983: Rappin' Rodney
- 1995: La Contessa
- 2005: The Best of
- 2005: Romeo Rodney
- 2008: Greatest Bits

Singles:
- 1983: Rappin' Rodney

## Filmografie (Auswahl)

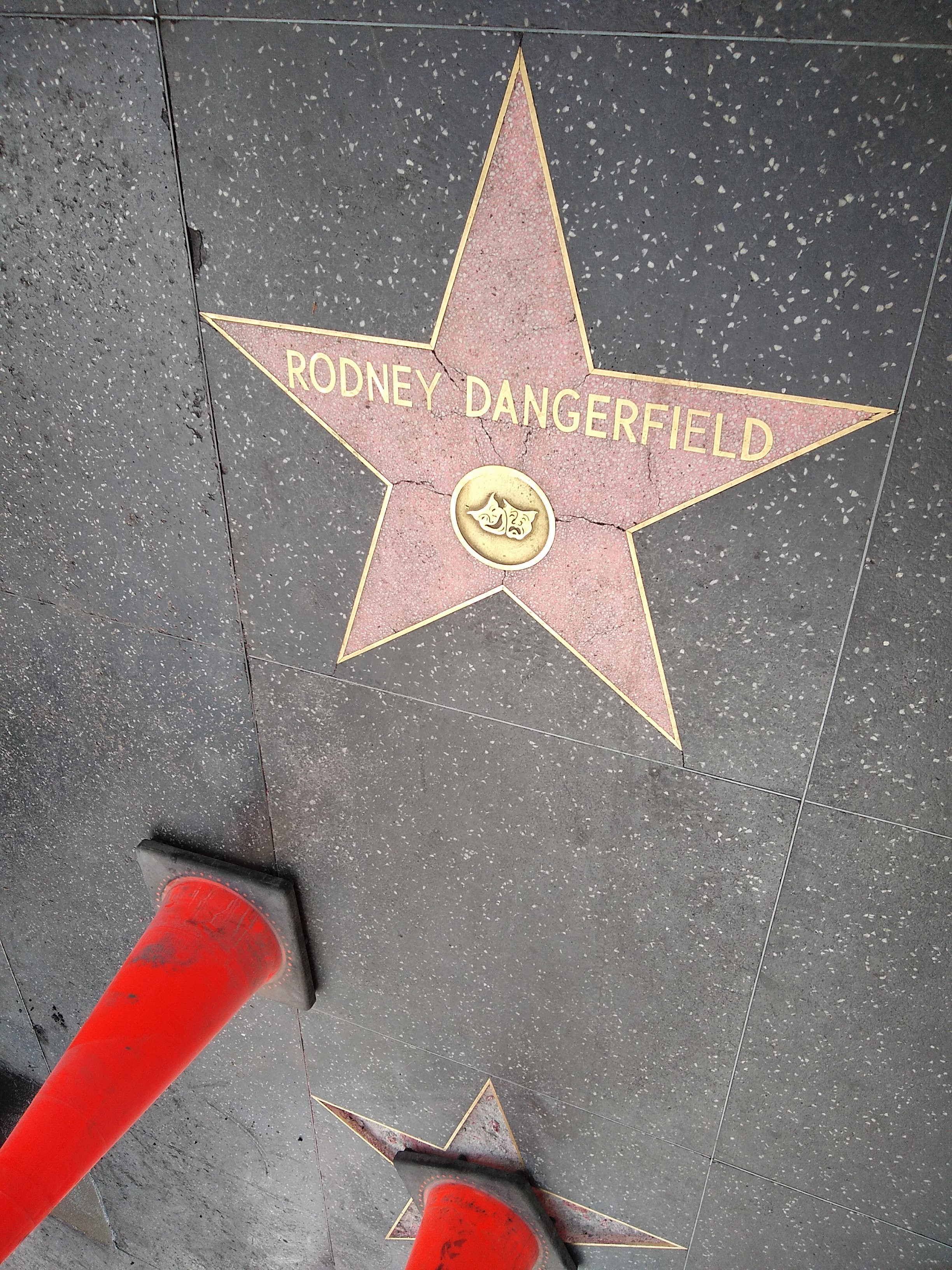
Rodney Dangerfields Stern auf dem Hollywood Walk of Fame

- Rodney Dangerfields Stern auf dem Hollywood Walk of Fame1980: Wahnsinn ohne Handicap (Caddyshack)
- 1983: Monty – Der Millionenerbe (Easy Money)
- 1986: Mach’s noch mal, Dad (Back to School)
- 1988: Moving – Rückwärts ins Chaos (Moving)
- 1991: Rover Dangerfield (Zeichentrickfilm)
- 1992: Monty – Immer hart am Ball (Ladybugs)
- 1994: Natural Born Killers
- 1996: Die Simpsons (Zeichentrick; Stimme von Montgomery Burns’ Sohn, Larry Burns, Episode 8x04 Mr. Burns’ Sohn Larry)
- 1997: Casper – Wie alles begann (Casper: A Spirited Beginning)
- 1997: Wally Sparks – König des schlechten Geschmacks
- 1997: Hör mal, wer da hämmert (Home Improvement, Fernsehserie, Episode 7x09 Thanksgiving einmal anders)
- 1998: The Godson
- 1999: Pirates 4D
- 2000: My 5 Wives
- 2000: Little Nicky – Satan Junior
- 2002: Back By Midnight
- 2003: The 4th Tenor
- 2004: Still Standing (Fernsehserie, Episode 3x02)